# Timeless
Az 1995-ös Timeless Goldie debütáló nagylemeze, amely úttörőnek számít a drum and bass zene történetében. Szerepel az 1001 lemez, amit hallanod kell, mielőtt meghalsz című könyvben. A listákon a 7. helyig jutott. Két változatban jelent meg: két CD-s duplaalbumként, valamint egyetlen CD-n. Utóbbi négy dalt nélkülözött és a Sensual eredeti változata szerepelt rajta. A dupla album amerikai kiadásán két bónusz remix szerepelt. Az album művészi munkája Goldie graffiti-munkáit tartalmazza.

## Az album dalai

### Dupla album (CD)
| 1. | Timeless: I. Inner City Life II. Pressure III. Jah | Diane Charlemagne, Rob Playford, Clifford Price | 21:01 |
| 2. | Saint Angel                                        | Price                                           | 7:14  |
| 3. | State of Mind                                      | Playford, Price                                 | 7:05  |
| 4. | This Is a Bad                                      | Price                                           | 5:56  |
| 5. | Sea of Tears                                       | Playford, Price                                 | 12:03 |
| 6. | Jah the Seventh Seal                               | Playford, Price                                 | 6:36  |

| 1. | A Sense of Rage (Sensual VIP Mix)                                                                   | Beverley, Playford, Price    | 7:05  |
| 2. | Still Life                                                                                          | Dego McFarlane, Price        | 10:50 |
| 3. | Angel                                                                                               | Price                        | 4:56  |
| 4. | Adrift                                                                                              | J. Curtis, Goldie            | 8:29  |
| 5. | Kemistry                                                                                            | Price, Mark Rutherford       | 6:48  |
| 6. | You and Me                                                                                          | Price                        | 7:04  |
| 7. | Inner City Life (Baby Boy's Edit) (Photek remixe; csak Amerikában)                                  | Charlemagne, Playford, Price | 3:34  |
| 8. | Inner City Life (Rabbit's Short Attention Span Edit) (a Rabbit in the Moon remixe; csak Amerikában) | Charlemagne, Playford, Price | 4:20  |

### 1 CD-s kiadás
|    | Cím                                                | Hossz |
| -- | -------------------------------------------------- | ----- |
| 1. | Timeless: I. Inner City Life II. Pressure III. Jah | 21:01 |
| 2. | Saint Angel                                        | 7:14  |
| 3. | State of Mind                                      | 7:05  |
| 4. | Sea of Tears                                       | 12:03 |
| 5. | Angel                                              | 4:56  |
| 6. | Sensual                                            | 8:13  |
| 7. | Kemistry                                           | 6:48  |
| 8. | You and Me                                         | 7:04  |

## Közreműködők
- Howie B – hangmérnök
- Howard "Howie" Bernstein – hangmérnök
- Diane Charlemagne – dalszerző, vokál
- Confucius – producer, újrakeverés
- Justina Curtis – Fender Rhodes, billentyűk, vokál
- Dego – hangmérnök, producer
- Dillinja – hangmérnök, producer, újrakeverés
- Mel Gaynor – dob
- Goldie – billentyűk, producer, újrakeverés, vokál
- Lorna Harris – vokál
- Luis Jardim – ütőhangszerek
- Mark Mac – hangmérnök, producer
- Dego McFarlane – dalszerző
- Monk – producer, újrakeverés
- Tim Philbert – basszusgitár, gitár
- Photek – újrakeverés
- Rob Playford – dalszerző, hangmérnök, keverés, producer
- Clifford Price – dalszerző
- Mark Rutherford – hangmérnök
- Adam Selkeld – gitár
- Cleveland Watkiss – vokál
- Steve Williamson – szaxofon

## Fordítás
Ez a szócikk részben vagy egészben a Timeless (Goldie album) című angol Wikipédia-szócikk ezen változatának fordításán alapul.  Az eredeti cikk szerkesztőit annak laptörténete sorolja fel. Ez a jelzés csupán a megfogalmazás eredetét és a szerzői jogokat jelzi, nem szolgál a cikkben szereplő információk forrásmegjelöléseként.